# Damaha
Damaha (Nepali दमाहा, damāhā) ist eine Kesseltrommel mit einem Korpus aus Kupfer oder Ton und einer Membran aus Büffelhaut, die von der sozial niedrigstehenden Berufskaste der Damai im zentralen Nepal und darüber hinaus in anderen Landesteilen bei Feiern des Lebenszyklus, vor allem bei Hochzeitsfeiern, und bei hinduistischen Zeremonien gespielt wird. Die Damai haben ihren Namen von der damaha übernommen. Das für viele säkulare und religiöse Anlässe (etwa Dashahara und das Reispflanzungsfest Asar) unverzichtbare Ensemble der Damai ist panche baja („fünf Musikinstrumente“), das aus fünf, häufig aus neun verschiedenen Instrumenten besteht. Die damaha wird meist paarweise von einem oder zwei Musikern gespielt.

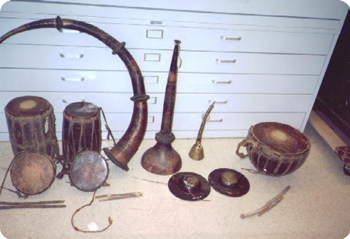
Musikinstrumente des panche baja-Ensembles. Von links nach rechts: zwei Röhrentrommeln dholaki, davor zwei kleine Kesseltrommeln tyamko, gebogene Trompete narsinga, Langtrompete mit breitem Schallbecher karnal, kleine gebogene Kegeloboe sahanai, davor Handzimbeln jhyali und eine damaha.

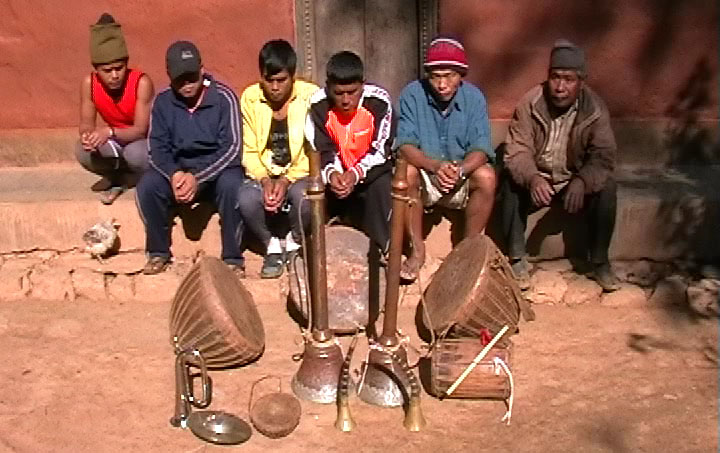
Die gleichen panche baja-Instrumente, aber drei damaha und anstelle der sahanai links eine kleine gewundene Trompete.

## Herkunft und Verbreitung
Trommeln haben in Südasien seit altindischer Zeit eine besondere rituelle und sonstige Bedeutung, wie aus dem in Sanskrit und Tamil verfassten Schrifttum seit dem 1. Jahrtausend v. Chr. hervorgeht. Die zahlreichen überlieferten Namen für Membranophone beziehen sich manchmal auf einen Trommeltyp, in anderen Fällen auf die Funktion oder eine sonstige Eigenschaft der Trommel. Der in vedischen Texten vorkommende Name dundubhi wurde „als eine Art große Kesseltrommel“ (Monier-Williams: Sanskrit-English Dictionary, 1872) interpretiert, wahrscheinlich war aber eine Kriegstrommel unabhängig von ihrer Form gemeint, die den Texten zufolge laute, schreckenerregende Töne hervorbrachte, wenn sie mit Stöcken geschlagen wurde. Ein mit dundubhi gleichzusetzendes Wort ist bheri. In den großen indischen Epen Mahabharata und Ramayana werden so die großen Kesseltrommeln für den Einsatz im Krieg bezeichnet. Auf den altindischen Namen bheri bezieht sich die sehr große Kesseltrommel bher mit einem Korpus aus Metall, die bei sufischen Zeremonien in der pakistanischen Provinz Sindh eingesetzt wird.
Kesseltrommeln, besonders kleine Typen aus einem Tontopf, dessen Öffnung mit einer Membran bespannt ist, kommen in der indischen Musiktradition derart zahlreich vor, dass sie eindeutig bereits vor den arabisch-persischen Eroberungen des Subkontinents im Mittelalter vorhanden gewesen sein müssen. Tontopftrommeln mit einer engen Öffnung sind auf mehreren Darstellungen aus dem alten Indien überliefert. Ein Relief mit einer Reihe von stehenden Musikern aus Gandhara (1./2. Jahrhundert n. Chr.) zeigt eine seltene Abbildung einer Kesseltrommel mit einem großen Membrandurchmesser (wie die ghumat in Goa), die ein Musiker zwischen seinen Knien hält und mit beiden Händen schlägt.
Für Nepal sind aus dem vom 4. Jahrhundert bis zur Mitte des 8. Jahrhunderts über das Kathmandutal herrschenden Reich von Licchavi Inschriften überliefert. Nach einer Inschrift von 605 und einer weiteren von 699 wurde an den Tempeln Musik gemacht, es ist jedoch unklar, welcher Art diese Musik war. Eine weitere Inschrift aus dem 7. Jahrhundert, in der die Bezahlung von Angestellten am Herrscherhaus gelistet ist, belegt, dass es Schneckenhorn-Bläser gab und je nach Übersetzung entweder „Trommler“ oder „Spieler eines Ritualinstruments“, die für ihren Einsatz als höfische oder rituelle Musiker bezahlt wurden. Ein Ensemble aus Schneckenhorn und Trommel dürfte im frühen Mittelalter in Nepal verbreitet gewesen sein.
Eine neue Generation von Kesseltrommeln erreichte Südasien wahrscheinlich bereits ab dem ersten arabischen Vordringen in den Sindh im Jahr 712 zusammen mit anderen Instrumenten der Militärkapellen, vor allem Langtrompeten (nafīr und karna) und Kegeloboen (surnā). In Indien ist seit der Gründung des Sultanats von Delhi 1206 der arabisch-persische Name naqqāra (in Indien nagārā und ähnlich) für ein Kesseltrommelpaar überliefert, das von allen muslimischen Herrschern als bedeutendes Instrument der Militärkapellen und Repräsentationsorchester verwendet wurde. Weshalb die muslimischen Reiterarmeen Kesseltrommeln und nicht zweifellige Röhrentrommeln mit sich führten, begründet Curt Sachs (1923) praktisch. Die Reiter konnten zwei seitlich am Hals des Pferdes hängende Kesseltrommeln schlagen, ohne beim Reiten behindert zu sein. Namentlich abgeleitet sind unter anderem die großen Kesseltrommeln nagara in Nepal und nagra in Nordostindien.
Die größte Kesseltrommel in der Mogulzeit war der 1598 fertiggestellten Chronik Āʾīn-i Akbarī zufolge die kurga (kurka). Sie wurde bei Zeremonien des Herrschers paarweise verwendet. Jeweils ein Musiker schlug mit zwei Stöcken auf eine der Trommeln, die mannshoch gewesen sein sollen. Zum Palastorchester des Mogulkaisers Akbar gehörten der genauen Auflistung zufolge eine Reihe weiterer Trommeln, darunter das große Kesseltrommelpaar damama (oder kuwarga). Dem Namen nach aus dem persischen Raum stammt das Kesseltrommelpaar tabla (von arabisch tabl).
Unabhängig von ihrer altindischen oder vorderorientalisch-persischen Herkunft haben die Trommeltypen in Südasien überwiegend eine rituelle Funktion und werden bei weltlichen oder religiös-magischen Festen gebraucht. In Rajasthan verwendet die Trommlerkaste der Damami die Kesseltrommel damama in der Volksmusik. Die Rajput Damami, eine Untergruppe dieser Kaste, führen ihre Abstammung auf die kriegerischen Rajputen zurück, bei denen sie als Militärtrommler auftraten. Duggi ist ein kleines Kesseltrommelpaar in der nordindischen Volksmusik. Die Wandermusiker der Baul in Bengalen spielen eine einzelne duggi zur Begleitung ihrer religiösen Lieder. Die im östlichen Nordindien häufig von Adivasis bei religiösen Jahresfeiern verwendete dhamsa ist die größte Kesseltrommel im Norden und besitzt einen Korpus aus Eisenblech. Im nordwestindischen Bundesstaat Uttarakhand spielen Musiker der Berufskaste Bajgis die flache Kesseltrommel damau bei zeremoniellen Anlässen im Freien (Ritualtheater und Hochzeiten).

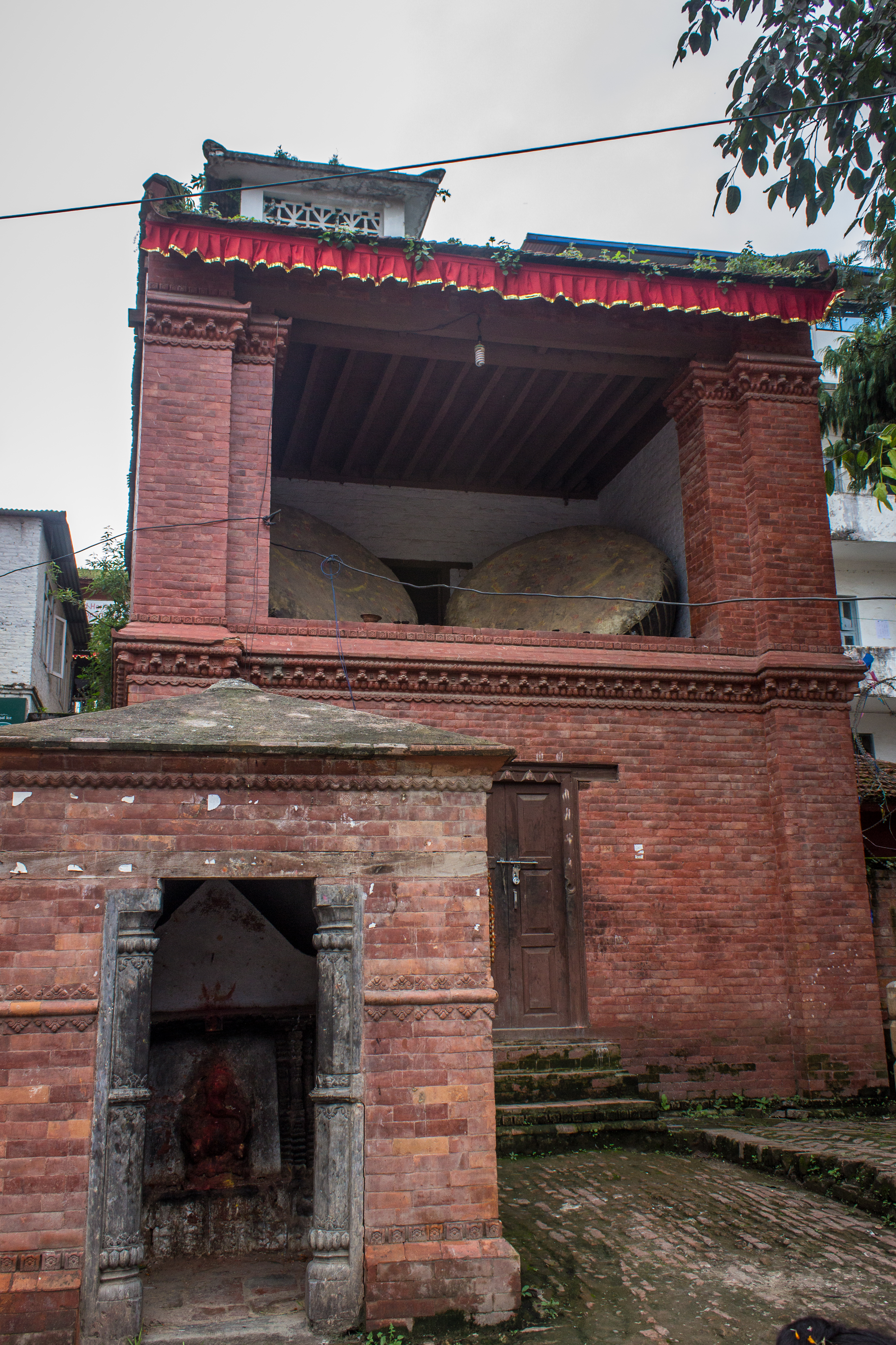
Als heilig geltendes großes Trommelpaar nagara, auch damaha genannt, am Durbar-Platz in Kathmandu, 2019. Das zuvor frisch restaurierte Trommelhaus wurde beim Erdbeben 2015 stark beschädigt und danach neu aufgebaut. Davor ein Schrein für die tägliche puja.

In ganz Nepal gehören Kesseltrommeln zur musikalischen Begleitung der täglich stattfindenden Opferrituale an Tempeln für Shiva und die Muttergöttin (etwa in Gestalt von Durga, Kali oder Mahadevi). In Zentralnepal besteht diese nagara bana genannte Tempelmusikgruppe im Kern aus der einzelnen Kesseltrommel nagara, der Kegeloboe rasa und der Langtrompete karnal. Das nagara bana wird wie die Ensembles um die damaha ebenfalls ausschließlich von den Damai gespielt. Im Westen und Osten des Landes wird bei Tempelritualen nur eine einzelne nagara verwendet, manchmal ergänzt um die Stielhandglocke ghanta. Der nagara wird von allen Trommeln in Nepal die meiste Wertschätzung entgegengebracht. Die nagara bana-Tempelmusik wird ausschließlich von der Musikerkaste Damai gespielt. Die mit annähernd zwei Metern Durchmesser größten als damaha oder nagara bezeichneten Kesseltrommeln fanden Ballinger/Bajracharya (1960) auf den Hauptplätzen der drei alten Königsstädte im Kathmandutal: auf dem Durbar-Platz von Kathmandu (Basantapur), Patan und Bhaktapur.
Die Damai spielen auch die aus Ton oder Kupfer gefertigte Kesseltrommel tamar bei Hochzeiten und anderen Feiern. Ähnliche Kesseltrommeln in der Himalayaregion sind die paarweise gespielten Kesseltrommeln damama mit Metallkorpus im Distrikt Chitral (Nordpakistan), das mit Hautstreifen verbundene kleine Kesseltrommelpaar da-man in Ladakh und die mittelgroße einzelne Kesseltrommel zanga mit einem Korpus aus Kupfer, die in buddhistischen Klöstern in Sikkim verwendet wird.
Weitere Trommeltypen in Nepal, die bei Jahresfesten und Zeremonien verwendet werden, sind die zweifellige Doppelkonustrommel pashchima, die kleine Sanduhrtrommel damaru, die flache Stieltrommel dhyangro und die ungefähr zylindrischen Röhrentrommeln dha, dhimay, donga, dholak, dhyamaya und madal (sprachverwandt mit der indischen maddale).
Einen Hinweis zur magisch-religiösen Bedeutung der Trommeln in Nepal liefern eine mythische Erzählung zum Ursprung der Fasstrommel madal und eine zweite Erzählung, mit der die madal spielende Kaste der Badi ihre Herkunft begründet: Als der Götterkönig Indra ein Fest für die Götter veranstalten wollte, fehlte ein Unterhaltungsprogramm. Indra forderte die Engel auf, zu singen und zu tanzen, was aber ohne Musikinstrumente nicht gelingen wollte. Also wurden die Menschen beauftragt, solche herzustellen, scheiterten aber an der Aufgabe. Ein Mann stellte schließlich eine madal her. Weil sie keine Töne von sich gab, schleuderte er die Trommel wütend den Berg hinunter. Beim Hinabrollen hörte er etwas, holte die Trommel zurück, präparierte die beiden Trommelfelle und mit ihrem Schlagen begannen die Engel zu singen. Bei der zweiten Erzählung mit einer anders begründeten Aufgabenstellung gewinnt der die Trommel herstellende Mann die als Sängerin aufgetretene Göttin Parvati zur Frau, aus deren Nachkommen die Badi hervorgehen.

## Bauform
Die damaha besitzt einen ungefähr halbkugelförmigen Korpus aus Kupferblech und bei älteren und kleineren Instrumenten teilweise auch aus Ton. Kupfer gilt als geheiligtes Material für Trommeln, das in dieser Eigenschaft nur noch von der pancha dhatu genannten Legierung aus wörtlich „fünf Metallen“ übertroffen wird. Die fünf Metalle (Kupfer, Zinn, Zink, Silber und Gold) gelten als „rein“, aus dieser Legierung werden nur besondere Ritualtrommeln nagara hergestellt.
Die Oberseite der damaha ist mit einer Membran aus Büffelhaut überzogen, die mit Y-förmigen oder gerade zur Bodenmitte verlaufenden Hautstreifen gespannt wird. Der Spieler schlägt die damaha mit einem dicken Holzstab; wenn sie anstelle der großen nagara bei Tempelritualen eingesetzt wird, schlägt er sie mit zwei Stäben. Üblicherweise ist an der Verschnürung ein Gurt aus einem Hautstreifen festgebunden, mit dem sich der stehende Spieler die Trommel um die Schulter hängen kann. Für den gewünschten tiefen Klang muss die Membran vor dem Spiel von innen und außen mit Wasser benetzt werden.
Der Membrandurchmesser ist regional unterschiedlich. Er beträgt im Gorkha-Distrikt und andernorts in Zentralnepal 29 bis 34 Zentimeter. In Ostnepal erreicht der Membrandurchmesser bis zu 43 Zentimeter und ganz im Westen Nepals werden ähnlich große damaha verwendet. Die damaha wird einzeln oder als unverbundenes Trommelpaar (jor damaha) gespielt.

## Spielweise und kulturelle Bedeutung

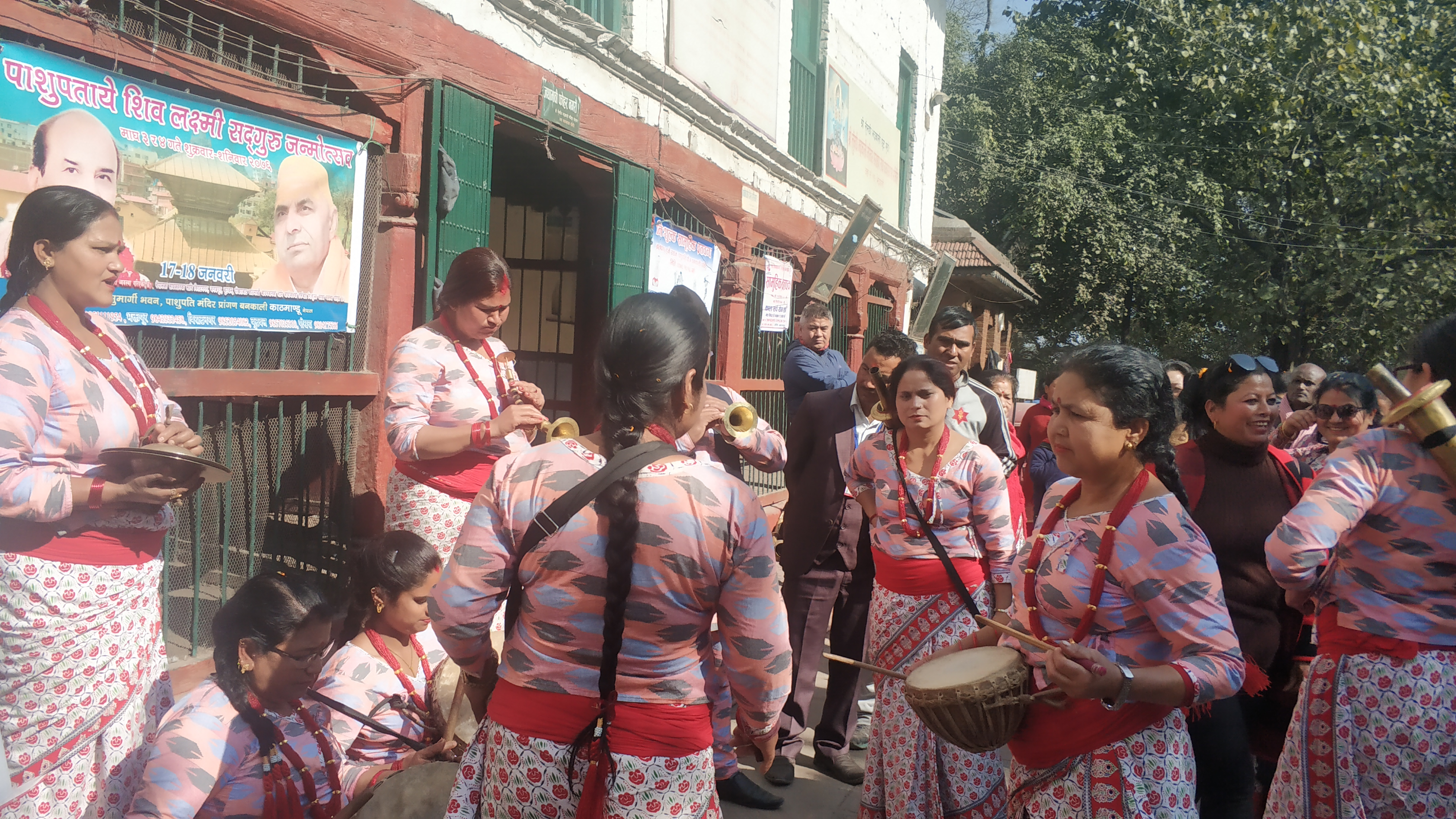
Ensemble mit panche baja-Instrumenten. Links: Handzimbeln jhyali, Mitte hinten: zwei Kegeloboen sanahi, rechts: damaha.

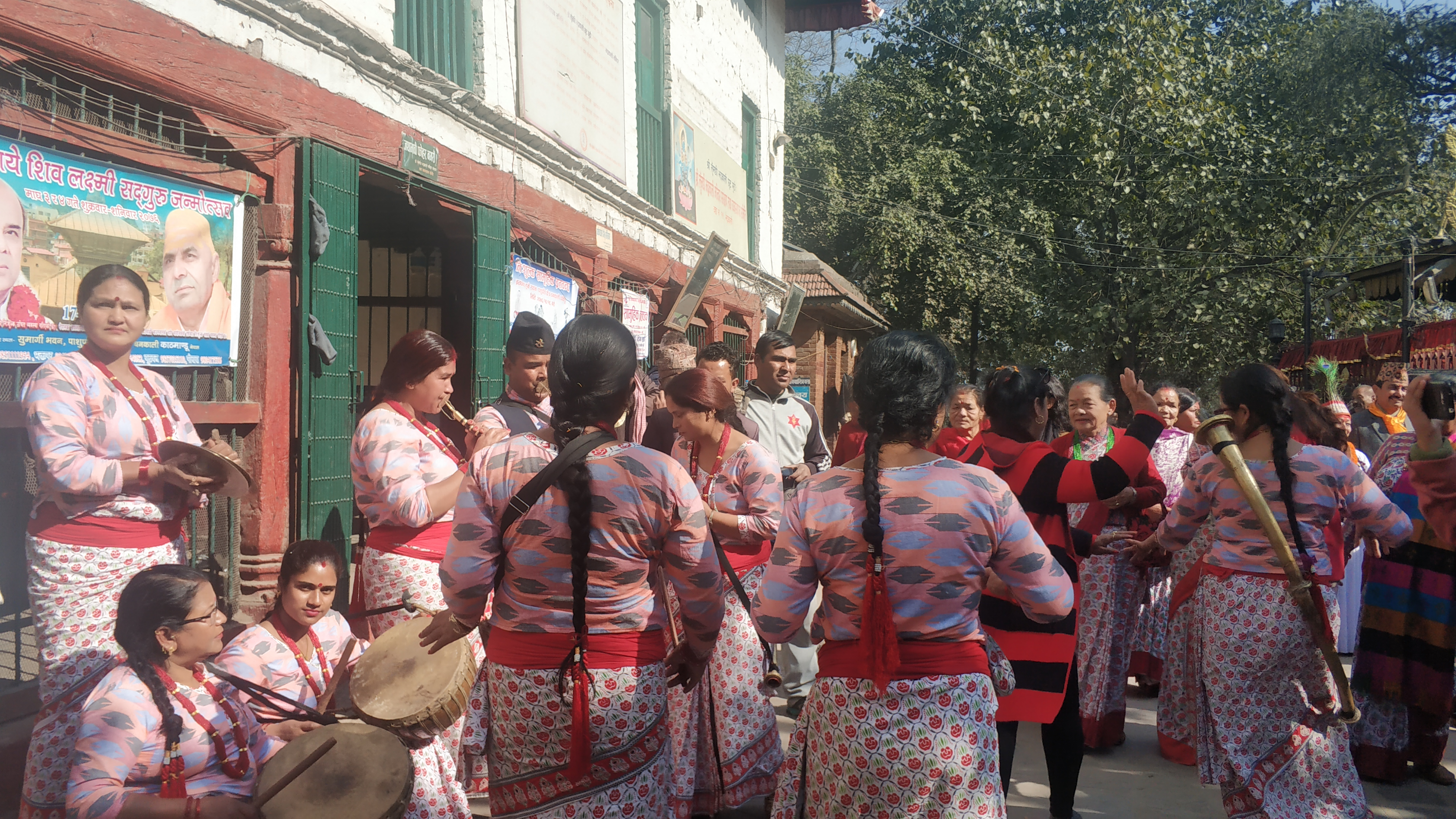
Selbe Frauenmusikgruppe. Links: paarweise gespielte damaha, rechts: Naturtrompete narsinga.

Die nepalesische Gesellschaft ist wie die indische streng nach Kasten gegliedert. Die Handwerker bilden die niedrigen Kasten und innerhalb von diesen stehen die professionellen Musiker auf der untersten Sozialstufe (Dalit, auch „Unberührbare“). Zu diesen Musikerkasten gehören die Damai, die Gaine (nach den himmlischen Musikern auch Gandharva genannt, Bettelmusiker und Sänger, die sich auf der nepalesischen sarangi, selten auf der arbajo begleiten), die Hudki (in Westnepal Spieler der Sanduhrtrommel hudka, die der nordindischen hurka entspricht) und die Badi (allgemein und auch von anderen Dalit-Gruppen als – ehemalige – Musiker-Prostituierte verachtet). Trotz ihres Status als „unberührbare“ Kaste gelten die Damai mit ihrer religiösen Musik als unverzichtbar für das Wohlergehen der hinduistischen Gesellschaft in Nepal.

### Panche baja
Einige Damai sind Schneider, mehrheitlich sind sie Musiker. Diese berufliche Verbindung in einer Kaste trifft auch für die Kusle (oder Jogi) zu, die am unteren Rand der Newar-Gesellschaft stehen. Die Damai sind für das Spiel der Kesseltrommel damaha sowie weiterer Instrumente bekannt, welche das Ensemble panche baja (pañcai bājā, Nepali पञ्चे बाजा, „fünf Musikinstrumente“) für die Indo-Nepalesen (Nepali-Sprecher) bilden. Neben der meist paarweise gespielten damaha sind dies die Kegeloboe sahanai (in Indien shehnai), die kleine Kesseltrommel tyamko oder die zweifellige Röhrentrommel dholaki (in Indien dholak und dholki), die Handzimbeln jhyali oder jhurma, die im Halbkreis gebogene Trompete narsinga und die gerade Langtrompete karnal. Dieses Ensemble ist in Zentralnepal unentbehrlich bei allen Prozessionen, Übergangsfeiern (Hochzeiten, dort Lieder zur Brautentführung beuli magne) und religiösen Opferritualen an Feiertagen. Das größere Ensemble naumati baja (Nepali, „neun Musikinstrumente“) besteht aus denselben Instrumenten, ergänzt um eine weitere damaha und sahanai sowie zwei narsinga oder karnal. Auch dieses Ensemble wird häufig als panche baja bezeichnet. Eine andere „neun Musikinstrumente“ (Newari navabaja) genannte Zusammenstellung von neun verschiedenen Trommeln gehört bei den Newar zu einigen dapha-Gesangsgruppen. Das panche baja ist im gesamten Nepal vom Tiefland (Terai) im Süden bis zu den Vorbergen des Himalaya bei indo-nepalesischen Bevölkerungsgruppen bekannt, nur bei Bergvölkern (wie Sherpas und Tibetern) kommt es nicht vor.
Die Fünf ist eine bedeutsame Zahl für ein Ensemble der Ritualmusik in Südasien, denn im indischen Epos Mahabharata, das in den Jahrhunderten vor bis nach der Zeitenwende entstand, wird vor der entscheidenden Schlacht zu Kurukshetra, die in der Bhagavadgita beschrieben ist, eine Militärkapelle aus fünf verschiedenen Instrumenten zusammengestellt, zu denen Schneckenhorn und Trommel (bheri) gehören. In einem buddhistischen Jataka gehört zu den Teilnehmern einer königlichen Reisegruppe ein Ensemble mit fünf Instrumenten, darunter Schneckenhorn und Trommel. Die „fünf großen Klänge“ (pancha maha shabda) werden in den indischen Mythen häufig als Auszeichnung erwähnt, die der König seinen würdigsten Untertanen zugesteht. Sie setzen sich aus der nagara und anderen Trommeln, unterschiedlichen Blasinstrumenten, Gong und Becken zusammen. Im südindischen Bundesstaat Kerala ist das panchavadyam ein zeremonielles Trommelorchester mit Trommeln, Becken (elathalam) und der gebogenen Trompete kombu.
Für die Instrumente des panche baja erzählen die Damai eine Ursprungslegende, die an den indischen Mythos des Büffeldämons Mahishasura angelehnt ist. Dieser konnte die Herrschaft über den Himmel erobern und die Götter von dort vertreiben. Nur mit einer List gelang es der Göttin Durga, im Zweikampf den eigentlich Unverwundbaren zu töten. Bei den Damai tötete die Göttin Kalika einen Dämon und schuf aus dessen Körper Musikinstrumente. Aus der Haut des Dämon entstanden Membran und Verschnürung bei der damaha und der dholki, aus den Knochen die Trompete narsinga und aus der Nase entstand die Kegeloboe sahanai. Nach einer anderen Version hatte der Dämon viele Menschen getötet und sich von deren Fleisch ernährt, bis es Mahadev (Shiva) gelang, ihn zu töten. Aus den Gebeinen eines der Opfer stellte Kalika Musikinstrumente her. So wurde aus dem Schädel eines getöteten Menschen der Korpus der damaha und aus dessen Rippen die narsinga (vgl. die aus Schädelschalen hergestellte, für tibetisch-buddhistische Rituale verwendete Rasseltrommel damaru).
Seinen unterschiedlichen Anlässen entsprechend gehören zum Repertoire eines panche baja eine große Auswahl an Musikstücken für Jahresfeste, Hochzeiten, Volkslieder und moderne Stücke. Bei letzteren können zusätzlich westliche Instrumente (ben baja, entspricht englisch band ensemble) zum Einsatz kommen.

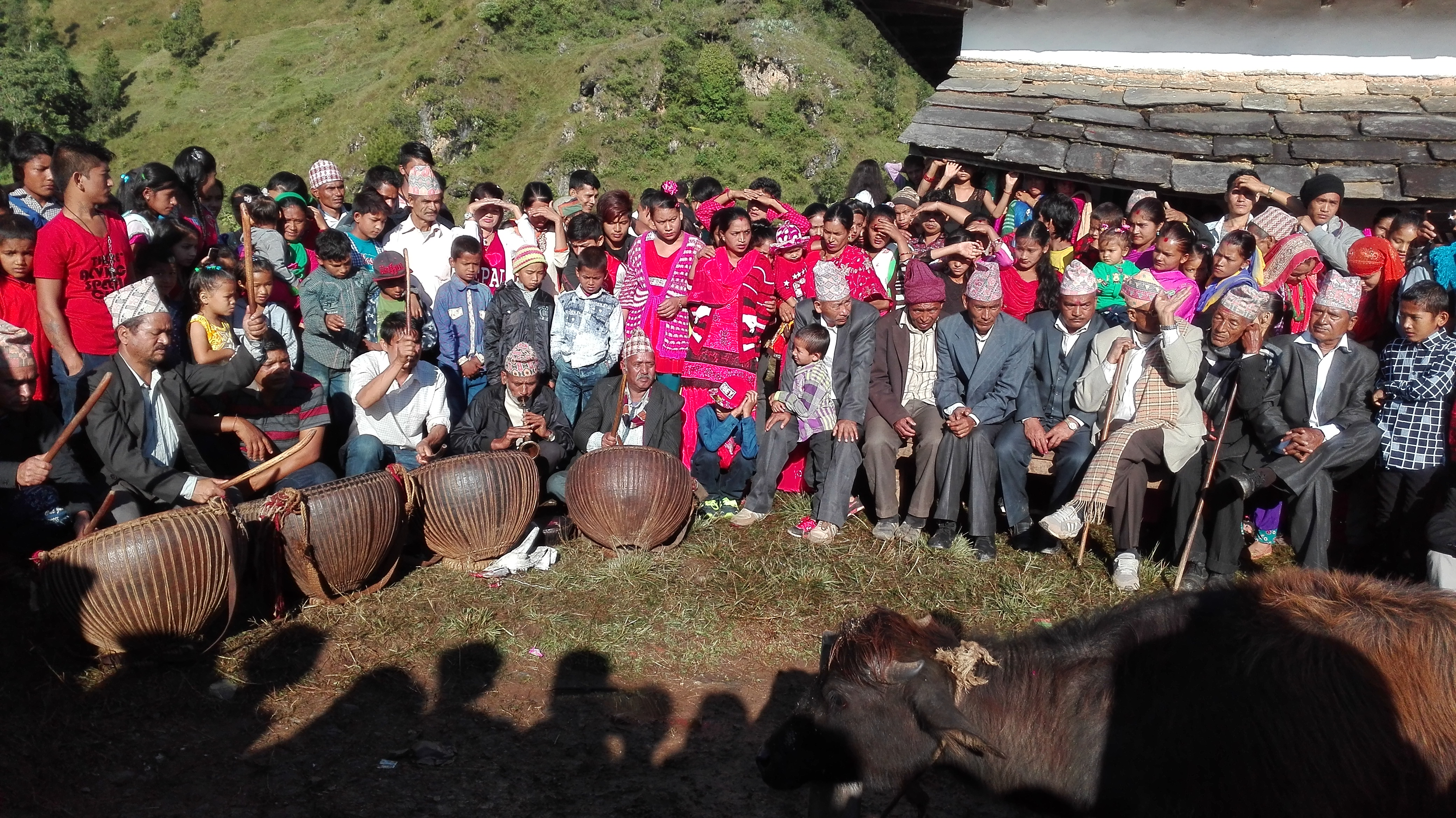
Nagara-Trommlergruppe beim Jahresfest Dasai im Dorf Gajul im zentralnepalischen Distrikt Rolpa.

Ein Ensemble mit neun Instrumenten gilt als optimal für Hochzeitsfeiern. Beim alten Königspalast Gorkha Durbar in Gorkha wird für die Tempelrituale ein panche baja-Ensemble mit sechs Instrumenten verwendet: damaha, tyamko, dholaki, sahanai, karnal und das Zimbelpaar jhyali. Die Damai treten mit diesem Ensemble ganzjährig am Gorkha Durbar bei den Jahresfesten für die Göttin Kalika und bei anderen religiösen Festen auf. Früher war ihre Anstellung vererbbar und sie erhielten für ihre Dienste Land zu ihrer Verfügung, heute bekommen sie ein monatliches Gehalt (und ergänzend rituelle Geschenke, bheti). Das Ensemble am Gorkha Durbar spielt nur sieben Musikstücke, die auf den rituellen Kontext festgelegt sind. Ein Stück gehört zu Asar(e), dem Fest der nepalesischen Bauern am Beginn der Reispflanzung, und ein Stück (chasore mangal, „verheißungsvoller Sechs-Klang“) wird ganzjährig bei hinduistischen Verehrungsritualen (puja) gespielt.
Fünf dieser Stücke werden ausschließlich beim hinduistischen Jahresfest Dasai (Dashain, entspricht in Indien Dashahara und Durga Puja) aufgeführt, entsprechend dem festgelegten Verlauf des fünfzehntägigen Festes. Während der ersten sieben Tage, die noch zur Phase der Vorbereitungen zählen, spielt das panche baja-Ensemble malashri (malshree dhun). Dieser Musikstil der Indo-Nepalesen basiert auf den Prinzipien von Raga und Tala entsprechend der klassischen nordnordindischen Musik. Der achte Tag (ashtami) des hauptsächlich Durga gewidmeten Festes heißt Mahashtami (auch Durga Ashtami). Dreißig Tage vorher führt das Ensemble zum einzigen Mal malashri in einer vollständigen Version auf, wenn der Leiter des Gorkha Durbar alle Priester und weitere Teilnehmer einlädt. Die in der ersten sieben Tagen von Dasai mehrfach gespielten malashri-Formen sind demgegenüber verkürzte Versionen. Zu den Opferzeremonien in den folgenden Tagen spielt das Ensemble eine nur hierfür verwendete Musik: navaga und satar katne bakya. Mit dem zehnten Tag beginnt die dritte Phase und das vier Tage dauernde freudige Fest. Dann spielt das Ensemble phagu (Musik des Hindumonats Phagun). Am vierzehnten Tag (chaturdashi) folgt noch einmal ein Tieropfer, das von der Opfermusik navaga begleitet wird. Zu den abschließenden Riten am letzten Tag (purnima) gehört die allgemein übliche Ritualmusik chasore mangal.

### Jor damaha
Die Damai spielen während Dasai außer mit den Ensembles panche baja und nagara bana an Tempeln auch anderweitig die Kesseltrommeln damaha und nagara, gelegentlich einzeln, häufiger jedoch paarweise als jor damaha. Das Trommelpaar kann von einem oder zwei Musikern bedient werden. An den ersten sieben Tagen von Dasai schlagen im Gorkha Durbar zwei Musiker ein Trommelpaar damaha fünf Mal täglich zu festen Uhrzeiten, aber unabhängig von Ritualen. Carol Tingey (1997) berichtet, dass im Distrikt Nuwakot während Navratri ein Musiker mehrmals täglich ein Trommelpaar an Tempeln und anderen heiligen Orten spielt. Im Distrikt Gorkha werden zum selben Anlass täglich Opferrituale an den Bergfestungen Upallokot und Tallokot praktiziert. Auch die dort zu festen Zeiten durchgeführten Tieropfer werden von einem Damai begleitet, der eine damaha mit zwei Stöcken schlägt. Die Musiker selbst äußern sich unterschiedlich zum Zweck ihres Trommelspiels. Für die einen gilt ihr Spiel der Huldigung der Göttin Kalika und die anderen schlagen die Trommel, um der Bevölkerung zu signalisieren, dass am Palast Gorkha Durbar alles in Ordnung ist. Am siebten Tag von Dasai (phulpati, gemeint „Tag der Blumen“) geht das Trommelpaar jor damaha auf der Prozession zum Durbar-Platz den Ensembles panche baja und nagara baja voraus. Ist das mitgeführte Bündel aus neun verschiedenen Blumen, Blättern und essbaren Pflanzen (genannt phulpati) an seinen Bestimmungsort am Durbar gebracht, schlägt der Trommler nicht mehr unabhängig die jor damaha, sondern integriert sich in das Spiel des panche baja-Ensembles.

### Westnepal

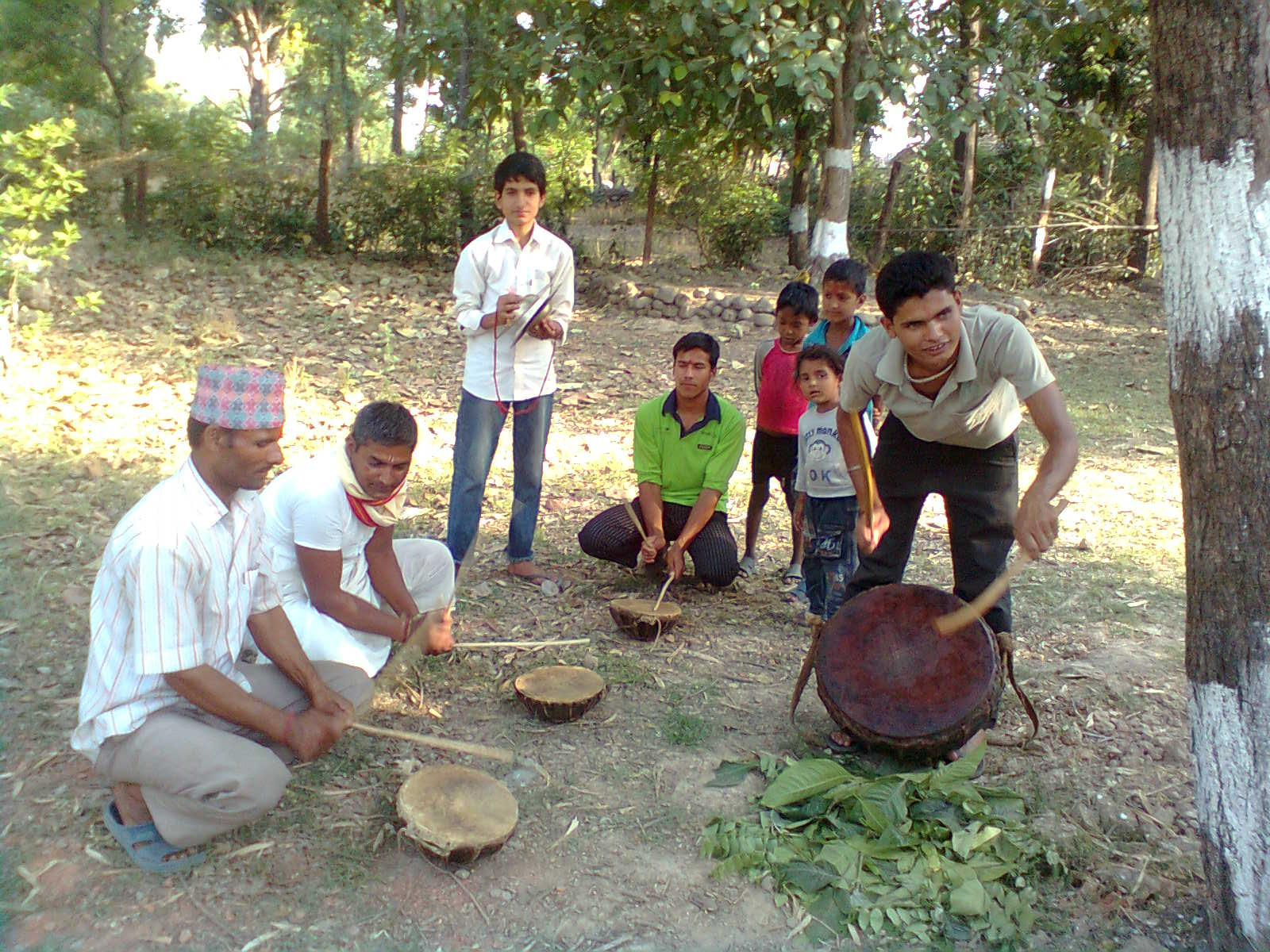
Damaha-Spieler nahe der Stadt Godawari in Westnepal.

Im äußersten Westen Nepals spielen die Damai eine große Variante der damaha in Orchestern mit bis zu 36 Trommeln, die von einem Meistertrommler geleitet werden. Weitere Instrumente sind die Kegeloboe sahanai, die gebogene Naturtrompete narsinga und die Handzimbeln jhyali. Die Musiker sind in weiße Gewänder gekleidet und tragen weiße Turbane. Während sie trommeln führen sie Kreistänze auf. Bei den Musikstücken gibt der Meistertrommler ein rhythmisches Muster vor, auf das die übrigen Trommler antworten. Dieses Damai-Orchester ähnelt in seiner Besetzung ebenso wie das kleinere panche baja dem großen Palastorchester naqqāra-khāna des Mogulkaisers Akbar im 16. Jahrhundert.
Das Orchester tritt bei Beerdigungen und anderen Anlässen auf, die – nach dem Volksglauben – während sie stattfinden besonders stark von dämonischen Mächten bedroht werden und daher durch eine möglichst lautstarke Musik, die wie ein magischer Schutzwall wirkt, abgehalten werden müssen. Dahinter steht üblicherweise die Vorstellung, dass Beerdigungen und Tieropfer mit Blut und Tod verbunden sind und dadurch böse Geister anziehen.